# Joel Quintero
Joel Steven Quintero Nazareno (n. Guayaquil, Ecuador; 25 de septiembre de 1998) es un futbolista ecuatoriano. Juega como defensa y su equipo actual es el Liga Deportiva Universitaria de Portoviejo de la Serie A de Ecuador.

## Trayectoria
Realizó las formativas en el Rocafuerte F. C. y en el C. S. Emelec. Desde 2019 juega para el primer plantel del Emelec. En julio de 2021 fue cedido a préstamo al Manta Fútbol Club.

## Selección nacional

### Categorías inferiores
Participó con la selección de Ecuador en la categoría sub-20 en el Sudamericano Sub-20 de 2017 y en la Copa Mundial Sub-20 jugada en el mismo año.
Fue convocado a la selección sub-23 para el desarrollo de microciclos.

#### Participaciones en Sudamericanos
| Campeonato                  | Sede     | Resultado    | Partidos | Goles |
| --------------------------- | -------- | ------------ | -------- | ----- |
| Sudamericano Sub-17 de 2015 | Paraguay | Tercer lugar | 6        | 0     |
| Sudamericano Sub-20 de 2017 | Ecuador  | Subcampeón   | 5        | 1     |

#### Participaciones en Copas del Mundo
| Campeonato                  | Sede          | Resultado        | Partidos | Goles |
| --------------------------- | ------------- | ---------------- | -------- | ----- |
| Copa Mundial Sub-17 de 2015 | Chile         | Cuartos de final | 2        | 0     |
| Copa Mundial Sub-20 de 2017 | Corea del Sur | Fase de grupos   | 0        | 0     |

## Estadísticas

### Clubes
Actualizado al último partido disputado el 23 de septiembre de 2023.
| Club                       | Div.          | Temporada     | Liga  | Liga  | Copas nacionales | Copas nacionales | Copas internacionales | Copas internacionales | Total | Total |
| Club                       | Div.          | Temporada     | Part. | Goles | Part.            | Goles            | Part.                 | Goles                 | Part. | Goles |
| -------------------------- | ------------- | ------------- | ----- | ----- | ---------------- | ---------------- | --------------------- | --------------------- | ----- | ----- |
| Rocafuerte F. C. · Ecuador | 3.ª           | 2018          | 7     | 0     | —                | —                | —                     | —                     | 7     | 0     |
| Rocafuerte F. C. · Ecuador | 3.ª           | 2019          | 6     | 0     | —                | —                | —                     | —                     | 6     | 0     |
| Rocafuerte F. C. · Ecuador | Total club    | Total club    | 13    | 0     | 0                | 0                | 0                     | 0                     | 13    | 0     |
| Emelec · Ecuador           | 1.ª           | 2019          | 6     | 0     | 3                | 0                | 1                     | 0                     | 10    | 0     |
| Emelec · Ecuador           | 1.ª           | 2020          | 10    | 0     | —                | —                | 0                     | 0                     | 10    | 0     |
| Olmedo · Ecuador           | 1.ª           | 2021          | 1     | 0     | —                | —                | —                     | —                     | 1     | 0     |
| Olmedo · Ecuador           | Total club    | Total club    | 1     | 0     | 0                | 0                | 0                     | 0                     | 1     | 0     |
| Manta F. C. · Ecuador      | 1.ª           | 2021          | 8     | 0     | —                | —                | —                     | —                     | 8     | 0     |
| Manta F. C. · Ecuador      | Total club    | Total club    | 8     | 0     | 0                | 0                | 0                     | 0                     | 8     | 0     |
| Emelec · Ecuador           | 1.ª           | 2022          | 7     | 0     | 0                | 0                | 3                     | 0                     | 10    | 0     |
| Emelec · Ecuador           | 1.ª           | 2023          | 1     | 0     | 0                | 0                | 0                     | 0                     | 1     | 0     |
| Emelec · Ecuador           | Total club    | Total club    | 24    | 0     | 3                | 0                | 4                     | 0                     | 31    | 0     |
| Total carrera              | Total carrera | Total carrera | 46    | 0     | 3                | 0                | 4                     | 0                     | 53    | 0     |
| 1. 2.                      |               |               |       |       |                  |                  |                       |                       |       |       |

### Participaciones internacionales
| Copa                   | Club   | Resultado        |
| ---------------------- | ------ | ---------------- |
| Copa Libertadores 2019 | Emelec | Octavos de final |
| Copa Libertadores 2022 | Emelec | Octavos de final |